# 細川宗英
細川 宗英（ほそかわ むねひで、1930年〈昭和5年〉7月25日 - 1994年〈平成6年〉4月30日）は日本の彫刻家。号は観無水。

## 生涯
長野県松本市に生まれ、同県諏訪市で育った。長野県諏訪清陵高等学校を経て東京藝術大学美術学部彫刻科専攻科を卒業。1956年に同大学院彫刻科専攻科修了。同年同大学美術学部助手、1981年に彫刻科教授に就任。
大学在学中から新制作協会展に出品し、1950年代から1960年代初頭、日本へ流入する欧米現代美術の影響を受けつつも、やがて日本的なものへ回帰するイメージから生まれた「装飾古墳シリーズ」を制作し、第8回高村光太郎賞を受賞。
1968年、第1回文化庁芸術家在外研修員として海外派遣となった際にメキシコのマヤ文明に触れ、自らが目指す彫刻の本質を確信する。帰国後、人間の内面を赤裸々にえぐり出す「男と女」「王と王妃」のシリーズ、鎌倉室町の彫刻から想を得た「道元」、平安末期から鎌倉初期の絵巻『地獄草紙』『餓鬼草紙』による物語絵画を彫刻化したシリーズなどを発表。風化しゆく人やモノの姿をとおし、時間や歴史を超越して存在するもの、内に向かって削ぎ落としていくような造形を探求した。

## 参考
- 宝月圭吾編 『長野県風土記』 旺文社、1986年

## 主な作品所蔵先
- 松本市美術館−3F美術情報図書室に常設展示されている。
- 岡谷湖畔公園　野外彫刻作品が展示されている。
- 諏訪市美術館−1Fに常設展示コーナーがある。
- 茅野市美術館